# Obsjtina Kaolinovo
Obsjtina Kaolinovo (bulgariska: Община Каолиново) är en kommun i Bulgarien.   Den ligger i regionen Sjumen, i den nordöstra delen av landet, 300 km öster om huvudstaden Sofia. Antalet invånare är 13 971. Arean är 293 kvadratkilometer.
Terrängen i Obsjtina Kaolinovo är huvudsakligen platt, men söderut är den kuperad.
Obsjtina Kaolinovo delas in i:
- Branitjevo
- Gusla
- Dojrantsi
- Dolina
- Zagoritje
- Kliment
- Ljatno
- Naum
- Pristoe
- Sini vir
- Sredkovets
- Todor Ikonomovo
- Tăkatj

Följande samhällen finns i Obsjtina Kaolinovo:
- Kaolinovo

Trakten runt Obsjtina Kaolinovo består till största delen av jordbruksmark. Runt Obsjtina Kaolinovo är det ganska glesbefolkat, med 42 invånare per kvadratkilometer.